# John Benson (Fußballspieler)
John Benson (* 23. Dezember 1942 in Arbroath, Angus, Schottland; † 1. November 2010) war ein schottischer Fußballspieler und Fußballtrainer.

## Biografie
Benson begann seine spielerische Karriere bei Manchester City (1961 bis 1964), ehe er für die Mannschaften von Torquay United zwischen 1964 und 1970 und des AFC Bournemouth (1970 bis 1973) spielte. Er gehörte dabei zur ersten Wahl als Mannschaftskapitän von Trainer John Bond, den er noch aus Spielerzeiten kannte.
Danach spielte er ein Jahr für Norwich City, den sogenannten „The Canaries“, und erzielte dort bei 37 Einsätzen 1 Tor. Dabei nahm er Positionen als Abwehrspieler wahr, wobei er zeitweise die zentrale Abwehrposition von Duncan Forbes übernahm, dem Mannschaftskapitän von Norwich City in den Jahren 1969 bis 1976. Sein letztes Spiel für Norwich City war wahrscheinlich auch sein bemerkenswertestes – ein 2:2-Unentschieden gegen Manchester United im Halbfinale des Liga Cup im Old Trafford im Januar 1975.
Zwei Wochen später kehrte er als Spielertrainer zum AFC Bournemouth zurück, ehe er 1979 als Jugendtrainer und Talentscout zu Norwich City zurückkehrte. Im Oktober 1980 verließ er Norwich City und folgte John Bond, der Teammanager von Manchester City wurde, als Assistent, da der damalige Vereinsvorsitzende Sir Arthur South ihn als potentiellen Nachfolger Bonds vorsah.
Nachdem er kurze Zeit Trainer von Manchester City und des FC Burnley war, folgten einige Trainertätigkeiten im Ausland. 1994 kehrte er nach Norwich City zurück und war dort zunächst Verwaltungsassistent von Trainer John Deehan, ehe er 1995 Assistent des Übergangstrainers Gary Megson wurde.